# Погост (Матигорское сельское поселение)
Погост — деревня в Холмогорском районе Архангельской области.

## География
Находится в центральной части Архангельской области на расстоянии приблизительно 8 км на восток-юго-восток по прямой от районного центра села Холмогоры на левом берегу протоки Холмогорка реки Северная Двина.

## История
Местный погост с Васильевской церковью был известен еще с 1552 году. В 1859 году здесь (тогда село Быстрокурье Холмогорского уезда Архангельской губернии) было учтено 10 дворов, в 1905 —35. До 2022 года входила в Матигорское сельское поселение до его упразднения.

## Население
Численность населения: 106 человек (1859 год), 227 (1905), 11 (русские 100 %) в 2002 году, 4 в 2010.

## Достопримечательности
Церковь Василия Великого.